# HIV-1 retropepsin
HIV-1 retropepsin (EC 3.4.23.16, proteaza ljudskog virusa imunodeficijencije tipa 1, gag proteaza, HIV aspartilna proteaza, HIV proteinaza, retroproteinaza, HIV-1 proteaza, HIV-2 proteaza) je enzim. Ovaj enzim katalizuje sledeću hemijsku reakciju
Specifično dejstvo na hidrofobne P1 ostatke, do P1' može da bude varijabilno i često je Pro
Ovaj enzim kodira ljudski virus imunodeficijencije tipa 1

## Spoljašnje veze
- HIV-1+retropepsin на 